# پاول آبراموف
پاول آبراموف (به انگلیسی: Pavel Abramov) متولد (۲۳ آوریل ۱۹۷۹) در مسکو بازیکن والیبال تیم ملی روسیه است. او به همراه تیم ملی روسیه مدال نقره مسابقات قهرمانی اروپا ۲۰۰۵ در رم و بلگراد را به دست آورد. آبراموف در بازی‌های المپیک تابستانی ۲۰۰۴ آتن، که در آن روسیه مدال برنز را با شکست ایالات متحده به دست آورد نیز حضور داشت.

## جوایز

### فردی
- بهترین دریافت کننده - مسابقات قهرمانی اروپا ۲۰۰۵